# Himmeta-Bro distrikt
Himmeta-Bro distrikt är ett distrikt i Köpings kommun och Västmanlands län.
Distriktet ligger väster om Köping.

## Tidigare administrativ tillhörighet
Distriktet inrättades 2016 och utgörs av socknarna Himmeta och Bro (del av) i Köpings kommun.
Området motsvarar den omfattning Himmeta-Bro församling hade vid årsskiftet 1999/2000 och som den fick 1995 när en del av Kolsva församling införlivades.